# Römischer Travertin

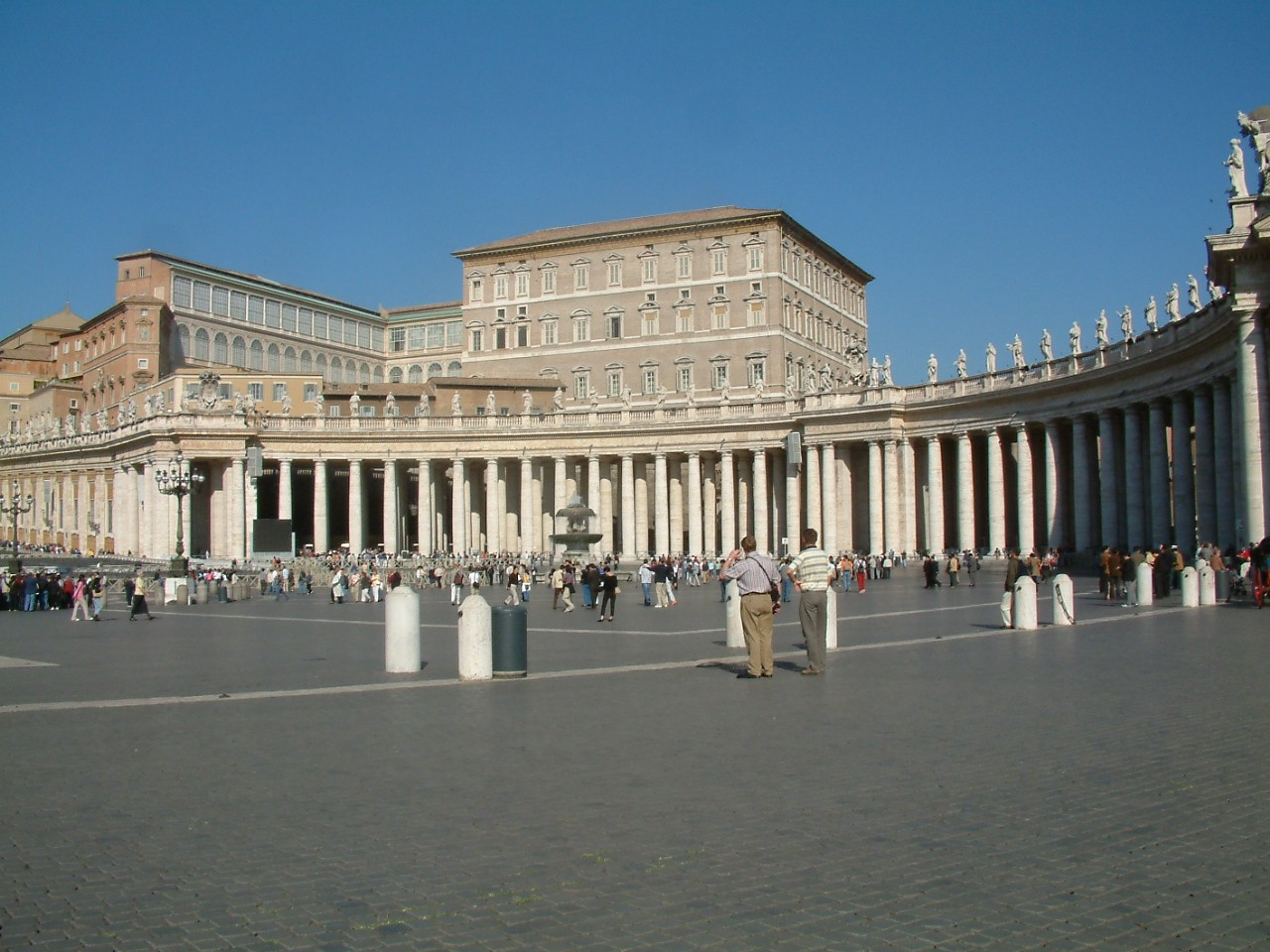
Die Kolonnaden des Petersplatzes sind aus hellem Römischen Travertin

Römischer Travertin (italienisch Travertino Romano oder Romano Classico) ist der Handelsname für einen Süßwasserkalkstein. Dieser Travertin wurde seit der Antike für zahlreiche Bauwerke in Rom und anderen italienischen Städten verwendet. Heutzutage wird er in zahlreichen Ländern weltweit eingesetzt.

## Name
Diese Travertinsorte aus Tivoli (früher Tibur) und Guidonia Montecelio bei Rom war für die Gesteinsfamilie der Travertine namensgebend, denn der lateinische Name lapis Tiburtinus („Stein aus Tibur“) wurde im Laufe der Zeit zu Travertin verstümmelt.
Es gibt vier Typen des Römischen Travertins, den hellen Chiaro, den an Onyx erinnernden Oniciato, den dunklen Scuro und den nach einer Lagerstätte benannten Fosse.

## Entstehung und Zusammensetzung

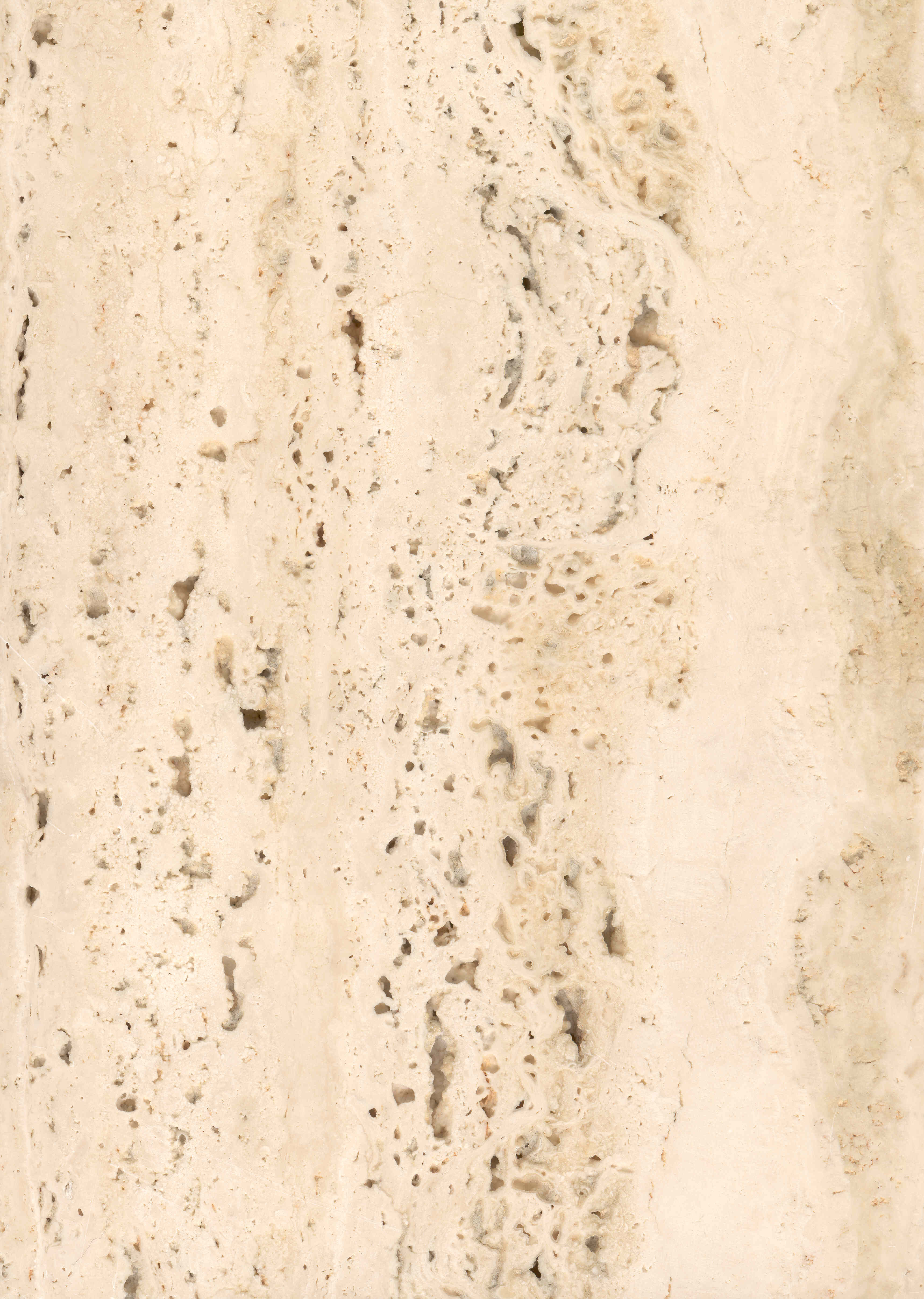
Römischer Travertin gegen das Lager aufgesägt, Muster: ca. 14 × 15 cm

Der Römische Travertin entstand im Holozän.
Travertin ist ein Kalkstein, der chemisch ausgefällt wurde. Dieses Gestein enthält nahezu ausschließlich Calciumcarbonat und das Mineral Limonit färbt es gelblich bis braun. Travertine sind porös und mit Hohlräumen durchsetzt. Im Prozess der Entstehung wurden Pflanzen und Pflanzenteile eingeschlossen, die anschließend zersetzt wurden. Die Hohlräume zeigen häufig Abdrücke von Pflanzenteilen.

## Technische Eigenschaften und Verwendung
Römischer Travertin ist schwach gebändert. Manche Gesteinslagen zeigen fast keine Poren, andere Lagen haben bis zu 10 Prozent sichtbare Poren. Er kann poliert werden, die Politur lässt im Freien aufgrund der derzeit herrschenden sauren Umweltbedingungen innerhalb kurzer Zeiträume nach. Trotz hoher Wasseraufnahme ist er frostfest, wenn er gegen das Lager aufgesägt wird.
Seit der Antike wird dieser Stein für zahlreiche Bauten, Skulpturen und für Bauzier verwendet. Vor allem in Italien wird er heute (2008) noch als Baustein und für Türen- und Fensterumrahmungen verwendet sowie für Fassadenplatten. Er ist ein von Steinbildhauern begehrter Werkstein, weil er relativ weich und deshalb einfach zu bearbeiten ist.
In Deutschland wird Römischer Travertin vor allem in zwei Sorten gehandelt, der hellgelben und der nussfarbenen (genannt Noce). Aufgrund seiner Frostsicherheit wurde und wird er in Deutschland in Form von Platten in Außentreppen und Fassaden verbaut.

## Bauwerke
- Rom
  - Kolosseum

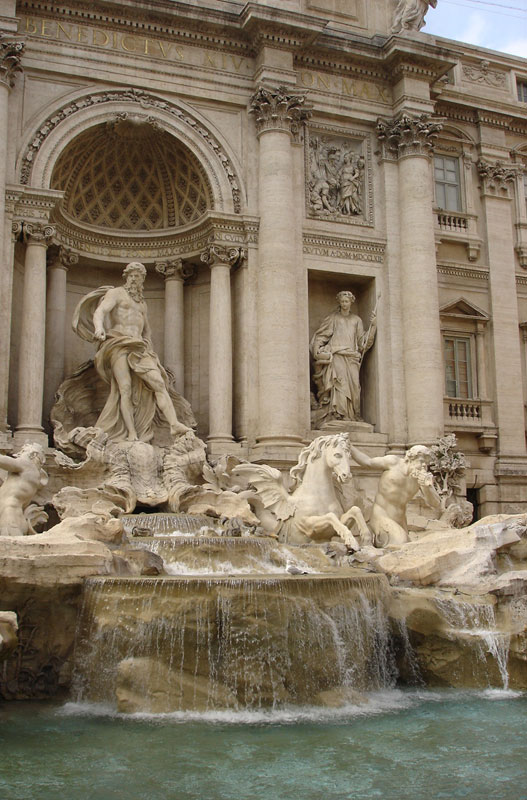
Der Trevi-Brunnen besteht aus Römischem Travertin

  - Petersplatz (Säulen der Kolonnaden)
  - Trevibrunnen
  - Augustusmausoleum

- Deutschland

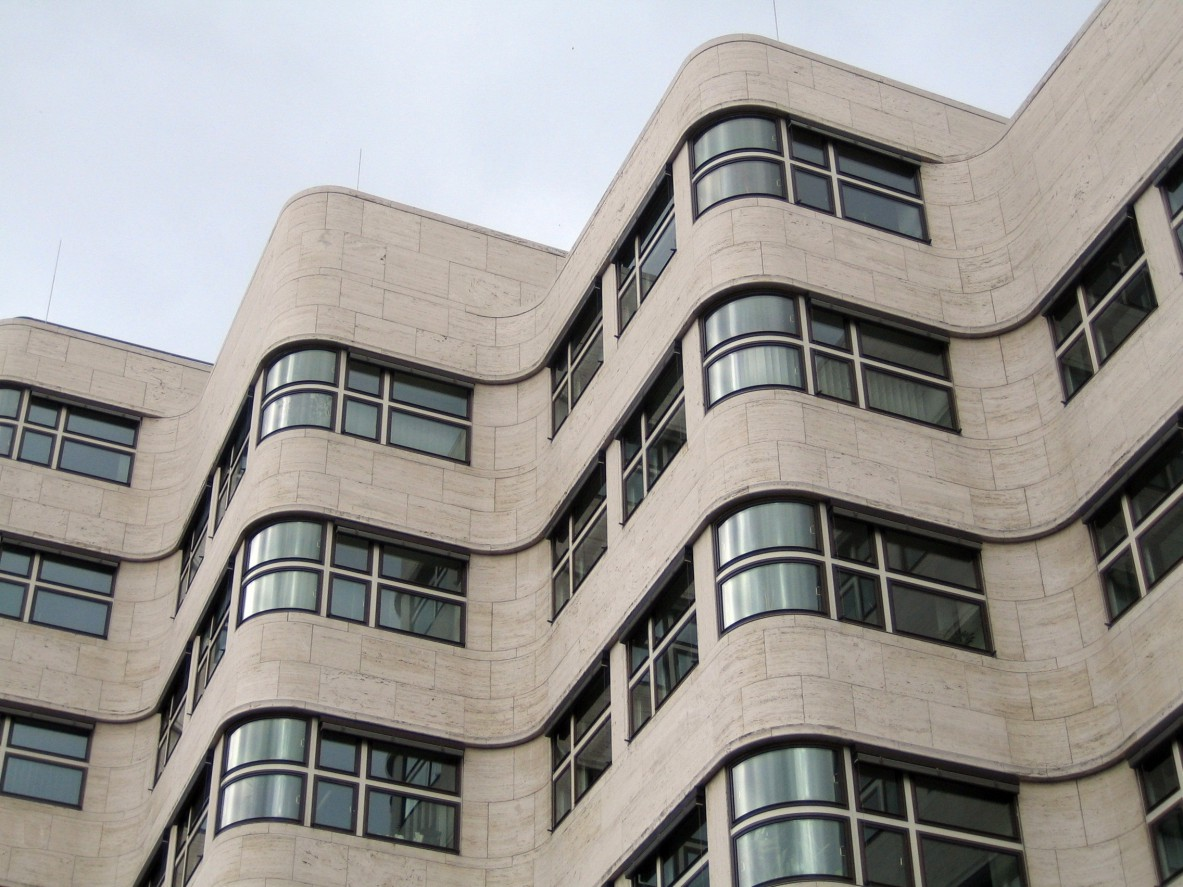
Römischer Travertin wurde als Fassadenverkleidung am Shell-Haus (denkmalgeschützt) in Berlin verbaut

  - Auswärtiges Amt in Berlin (Fassadenplatten aus Römischem Travertin)
  - Kö-Bogen in Düsseldorf
  - Reinoldihaus in Dortmund (Kombination der Fassadenplatten aus Muschelkalk und Römischem Travertin), nicht mehr existent
  - Shell-Haus in Berlin
  - Scharoun-Theater Wolfsburg

- USA
  - Getty Center in Los Angeles
  - Lincoln Center in New York
  - Farnsworth House in Illinois

- England
  - Neue Britische Nationalbibliothek in London